# Mugiliforme
Ordinul mugiliforme (Mugiliformes) cuprinde pești marini cu corp fusiform alungit, acoperit cu solzi cicloizi sau ctenoizi, solzii cicloizi acoperă și capul și operculul. Au două înotătoare dorsale de regulă mult îndepărtate una de alta, spinii din cea anterioară fiind slabi. Înotătoarele ventrale au o poziția abdominală și sunt deplasate în mod secundar mult înapoia celor pectorale, dar centurile mai stau de regulă în legătură printr-un ligament elastic; acesta arată că poziția abdominală derivă în mod secundar din cea pectorală. Mugiliformele sunt numite și Percesoces și au multe asemănări cu seranidele din ordinul perciforme, de care diferă, în primul rând, prin poziția abdominală a înotătoarelor ventrale. Vezica aeriană este mare și închisă (pești fizocliști).
Mugiliformele cuprinde pești marini care trăiesc mai ales în apele litorale ale mărilor tropicale și subtropicale; numai puține specii sunt răspândite în ape dulci. Au o importanță mare din punct de vedere economic. Acest ordin este cunoscut începând din eocen. 
Ordinul mugiliforme cuprinde o singură familie, mugilide (Mugilidae), cu circa 72 de specii. În clasificările mai vechi ordinul mugiliformelor cuprindea 3 familii: Atherinidae, Mugilidae și Sphyraenidae. În prezent familia Atherinidae este inclusă în ordinul Atheriniformes, iar familia Sphyraenidae în ordinul Perciformes.
Pe litoralul românesc al Mării Negre se întâlnesc 4 specii:
1. Mugil cephalus — laban sau chefal mare
2. Liza aurata (Mugil auratus) — chefal sau singhil
3. Liza saliens (Mugil saliens)  — ostreinos
4. Liza ramada (Mugil ramada)  — platarin